# Никольская церковь (Уфа)
Никольская церковь — уничтоженная православная церковь во имя святого Николая Чудотворца в городе Уфе, располагавшаяся на углу Почтовой и Каретной улиц (ныне — улицы Пушкина и Аксакова) в Новой Уфе.
В 1924–1933 — кафедральный собор Уфимской епархии. Снесена в 1939 — ныне, на месте церкви, находится здание республиканского управления ГУЛАГа НКВД, на фундаменте которой оно построено.

## Описание
Кирпичная четырёхстолпная церковь, завершённая крупным кубическим барабаном, с луковичным гранённым куполом и небольшой невысокой колокольней, в стиле русского барокко, относилась к типу храмов «корабль».
Имела три престола: во имя святителя Николая Чудотворца освящён в 1882; правый придел освящён в 1897 в честь Вознесения Господня, левый — в 1904 (или 1907) в честь Собора трёх святителей.

## История
Построена в 1876–1882, на пожертвования мещанина Н. Гурьева, на пути следования крестного хода с Берёзовской иконой святителя Николая Чудотворца из Камско-Берёзовского Богородицкого монастыря.
С 1924 — кафедральный собор Уфимской епархии. В начале 1930-х рядом с церковью построено здание школы (ныне — средняя школа № 45 по улице Пушкина, 67), поэтому в 1933 церковь закрыли, чтобы «избежать пагубного влияния религии на школьников». Снесена в 1939.